# Sarcotaces arcticus
Sarcotaces arcticus är en kräftdjursart som beskrevs av Robert Collett 1874. Sarcotaces arcticus ingår i släktet Sarcotaces och familjen Philichthyidae. Inga underarter finns listade i Catalogue of Life.